# Sagoéta
Sagoéta est une commune située dans le département de Sami de la province des Banwa au Burkina Faso.